# Liste des puits de mine situés à Anzin
Cet article liste les puits de mine situés à Anzin, une commune du Nord, dans le bassin minier du Nord-Pas-de-Calais, en France.

## Description
Les premiers puits creusés à Anzin le sont en 1730 par la Société Desandrouin-Taffin, soit dix ans après la découverte de la houille à la fosse Jeanne Colard de Fresnes-sur-Escaut. Les avaleresses de la Croix sont abandonnées en 1732. L'année suivante, un peu plus au sud est entreprise la fosse du Pavé qui permet la découverte de la houille à Anzin en 1734. Le puits du Pavé Sud est entrepris sur le carreau en 1735,. Viennent ensuite, chaque année à partir de 1736, les fosses du Mitant, de la Patience, et des Gardins sont commencées, et deux ans plus tard, en 1740, la fosse de la Barrière l'est.
Aucune fosse nouvelle n'est entreprise sur le territoire pendant une douzaine d'années. La fosse de la Machine à feu d'en haut est commencée en 1752 contre les limites de Valenciennes afin d'assurer l'épuisement des eaux. Les premières années de cette décennie sont marquées par la venue d'Augustin-Marie Le Danois, marquis de Cernay, seigneur de Raismes, qui vient fonder la Société de Cernay et établir la fosse de Raismes dans la concession accordée à Jean-Jacques Desandrouin pour la Société Desandrouin-Taffin. Tous les moyens possibles et imaginables, ainsi que les voies judiciaires, sont utilisés entre les rivaux pour se quereller. Finalement, ces conflits sont résolus le 19 novembre 1757 par la fondation de la Compagnie des mines d'Anzin, par la fusion de la Société de Cernay, la Société Desandrouin-Taffin et la Société Desandrouin-Cordier.
Les fosses du Chauffour, du Beaujardin et du Poirier sont respectivement commencées en 1762, 1763 et 1773, mais le hameau de l'Écorchoir sur lequel elles sont implantées, comme la fosse de la Riviérette (commencée en 1737), est cédé à Valenciennes en 1834, alors que tout ou majeure partie de leur exploitation a eu lieu lorsqu'elles étaient sur Anzin. La fosse Saint-Jean est commencée en 1780, et trois ans plus tard, la fosse Bleuse Borne, dont le puits est resté ouvert durant 170 ans (à comparer avec les 185 ans de la fosse Dutemple à Valenciennes, record du bassin minier). La toute fin du XVIIIe siècle voit le début des travaux de la fosse du Verger en 1797 et ceux de la fosse du Moulin un an plus tard.
Seules deux fosses productives sont ouvertes sur le territoire d'Anzin au XIXe siècle : La Cave en 1817 (précédée un an plus tôt d'une avaleresse sur le même site), et Saint-Louis. Les installations sont alors suffisantes pour produire correctement, d'autant plus que la compagnie développe considérablement son exploitation dans d'autres communes, comme Denain. La découverte dans cette commune de la houille à la fosse Villars à la fin des années 1920 entraîne l'ouverture d'un assez grand nombre de fosses dans ce secteur. L'avaleresse de l'Escaut est finalement entreprise en 1848 non loin du canal du même nom, mais elle est abandonnée la même année.
Les fosses du Verger et de la Cave sont définitivement fermées tout à la fin des années 1870, tandis que la fosse du Moulin voit ses puits serrementés et comblés en 1903 alors qu'ils étaient déjà affectés à l'aérage depuis longtemps.
À l'issue de la Première Guerre mondiale, seules existent encore deux fosses, la Bleuse Borne et Saint-Louis, quoique la dernière assure l'aérage de la première depuis la fin de 1899. Cette fosse très productive (8 830 000 tonnes) est définitivement arrêtée à l'extraction le 16 février 1935,. Elle est ensuite conservée pour l'aérage pour la fosse Thiers jusqu'en 1953, date à laquelle les puits des deux fosses restantes sont remblayés.

## Liste des puits
Vingt-et-un puits ont été ouverts sur le territoire d'Anzin.
| Nom de l'ouvrage                    | Compagnie propriétaire             | Début de fonçage | Fin d'exploitation ou fermeture | Diamètre (en mètres) | Profondeur (en mètres) | Géolocalisation             | Illustration |
| ----------------------------------- | ---------------------------------- | ---------------- | ------------------------------- | -------------------- | ---------------------- | --------------------------- | ------------ |
| Avaleresse de la Croix du Nord      | Sté Desandrouin-Taffin             | 1730             | 1732                            | 3,0                  | 61 environ             | 50° 22′ 17″ N, 3° 30′ 48″ E |              |
| Avaleresse de la Croix du Sud       | Sté Desandrouin-Taffin             | 1730             | 1732                            | 3,0                  | ?                      | 50° 22′ 16″ N, 3° 30′ 48″ E |              |
| Puits du Pavé Nord                  | Sté Desandrouin-Taffin             | 1733             | 1750                            | 2,4                  | 73                     | 50° 22′ 13″ N, 3° 30′ 47″ E |              |
| Puits du Pavé Sud                   | Sté Desandrouin-Taffin Cie d'Anzin | 1735             | 1760                            | 2,5                  | 182                    | 50° 22′ 13″ N, 3° 30′ 46″ E |              |
| Puits du Mitant                     | Sté Desandrouin-Taffin Cie d'Anzin | 1736             | 1779                            | 2,6                  | 72                     | 50° 22′ 19″ N, 3° 30′ 30″ E |              |
| Puits de la Patience                | Sté Desandrouin-Taffin Cie d'Anzin | 1737             | 1793                            | 2,5                  | 150                    | 50° 22′ 21″ N, 3° 31′ 20″ E |              |
| Puits des Gardins                   | Sté Desandrouin-Taffin Cie d'Anzin | 1738             | 1764                            | 2,5                  | 68                     | 50° 22′ 09″ N, 3° 30′ 36″ E |              |
| Puits de la Barrière                | Sté Desandrouin-Taffin Cie d'Anzin | 1740             | 1817                            | 2,5                  | 230                    | 50° 22′ 00″ N, 3° 30′ 36″ E |              |
| Puits de la Machine à feu d'en haut | Sté Desandrouin-Taffin Cie d'Anzin | 1752             | 1779                            | 4,0                  | 180 ou 163             | 50° 21′ 51″ N, 3° 30′ 08″ E |              |
| Puits du Comble                     | Sté Desandrouin-Taffin Cie d'Anzin | 1755             | 1780                            | 2,6                  | 114                    | 50° 21′ 53″ N, 3° 30′ 06″ E |              |
| Puits de Raismes Extraction         | Sté de Cernay Cie d'Anzin          | 1755             | 1808                            | 2,5                  | 155                    | 50° 22′ 15″ N, 3° 29′ 41″ E |              |
| Puits de Raismes Épuisement         | Sté de Cernay Cie d'Anzin          | 1755             | 1808                            | 2,5                  | 155                    | 50° 22′ 14″ N, 3° 29′ 42″ E |              |
| Puits Saint-Jean                    | Cie d'Anzin                        | 1780             | 1822                            | 2,5                  | 285                    | 50° 22′ 12″ N, 3° 30′ 28″ E |              |
| Puits Bleuse Borne                  | Cie d'Anzin                        | 1783             | 1953                            | 4,0                  | 604                    | 50° 22′ 48″ N, 3° 31′ 12″ E |              |
| Puits du Verger                     | Cie d'Anzin                        | 1797             | 1878                            | 2,5                  | 552                    | 50° 21′ 59″ N, 3° 30′ 12″ E |              |
| Puits du Moulin no 1 (Nord)         | Cie d'Anzin                        | 1798             | 1903                            | 2,6                  | 353                    | 50° 22′ 42″ N, 3° 30′ 52″ E |              |
| Puits du Moulin no 2 (Sud)          | Cie d'Anzin                        | 1798             | 1903                            | 2,6                  | 400                    | 50° 22′ 41″ N, 3° 30′ 53″ E |              |
| Avaleresse de la Cave               | Cie d'Anzin                        | 1816             | 1818                            | 2,4                  | 54                     | 50° 22′ 37″ N, 3° 30′ 21″ E |              |
| Puits de la Cave                    | Cie d'Anzin                        | 1817             | 1879                            | 3,3                  | 266                    | 50° 22′ 37″ N, 3° 30′ 21″ E |              |
| Puits Saint-Louis                   | Cie d'Anzin                        | 1821             | 1953                            | 3,4                  | 500                    | 50° 22′ 32″ N, 3° 30′ 45″ E |              |
| Avaleresse de l'Escaut              | Cie d'Anzin                        | 1848             | 1848                            | 2,5                  | 20                     | 50° 22′ 49″ N, 3° 31′ 33″ E |              |